# کی‌یوشی تومیزاوا
کی‌یوشی تومیزاوا (به انگلیسی: Kiyoshi Tomizawa) بازیکن فوتبال اهل ژاپن و عضو تیم ملی فوتبال ژاپن است که در تاریخ ۱۴ مارس ۱۹۶۵ میلادی اولین بازی ملی‌اش را انجام داد. او در ۹ بازی ملی حضور داشت و آخرین بازی ملی خود را در تاریخ ۲ اکتبر ۱۹۷۱ میلادی انجام داد. کی‌یوشی تومیزاوا در بازی‌های ملی‌اش
۲ گل به ثمر رساند.